# James Bernard MacKinnon
Pour les articles homonymes, voir James MacKinnon et MacKinnon.
James Bernard MacKinnon (communément J. B. MacKinnon) (né en 1970) est un journaliste, auteur et éditeur canadien.
MacKinnon est co-auteur, avec Alisa Smith, du livre The 100-Mile Diet (en) afin d'encourager les lecteurs a focusser sur l'achat alimentaire local pour maintenir l'environnement et l'économie. MacKinnon et Smith contribuent aussi à la série télévisée The 100-Mile Diet: A Year of Local Eating (en) création diffusée sur la chaîne Food Networt Canada. Il est récipiendaire de six prix National Media Awards Foundation (en) et, en 2006, le prix RBC Taylor Prize (en) remis à un auteur de littérature non-fictive.
Il est également contributeur éditeur du magazine canadien Adbusters, Explore et Vancouver. En tant que pigiste, MacKinnon écrit plusieurs chroniques , incluant dans le domaine du voyage, du sports et de la politique. Le premier livre de MacKinnon, Dead Man in Paradise, combine histoire familiale et meurtre non résolu en celui de son oncle, prêtre canadien, en République dominicaine en 1965 et pour lequel il remporte le Charles Taylor Price. En 2008, MacKinnon est le coauteur avec Mia Kirshner, Michael Simons et Paul Shoebridge, une collection d'histoires de victimes de différentes crises à travers le monde. En 2011, il écrit le scénario du web-documentaire interactif, Bear 71 (en) avec une première au Festival du film de Sundance,.
En 2021, il publie The Day the World Stops Shopping: How ending consumerism gives us a better life and greener world,.